# Jamie Delgado
Jamie Delgado (Birmingham, 21 maart 1977) is een voormalige Britse tennisser. Hij heeft nog geen ATP-toernooi gewonnen, maar bereikte wel twee keer de finale, en dit in het dubbelspel. Hij deed mee aan verschillende grandslamtoernooien. Hij heeft drie challengers in het enkelspel en zestien challengers in het dubbelspel op zijn naam staan.

## Palmares

### Palmares enkelspel
| Legenda                       | Legenda               |
| ----------------------------- | --------------------- |
| Grand Slam                    |                       |
| Olympische Spelen             |                       |
| tot 2009                      | vanaf 2009            |
| Tennis Masters Cup            | ATP Finals            |
| ATP Masters Series            | ATP Tour Masters 1000 |
| ATP International Series Gold | ATP Tour 500          |
| ATP International Series      | ATP Tour 250          |

| Nr.                  | Datum           | Toernooi       | Ondergrond | Tegenstander in finale | Score     |
| -------------------- | --------------- | -------------- | ---------- | ---------------------- | --------- |
| Gewonnen challengers |                 |                |            |                        |           |
| 1.                   | 2 augustus 1999 | Gramado        | Hardcourt  | Diego Veronelli        | 6-3, 7-64 |
| 2.                   | 9 augustus 1999 | Belo Horizonte | Hardcourt  | Daniel Melo            | 6-2, 7-64 |
| 3.                   | 9 juli 2001     | Bristol        | Gras       | Alexander Peya         | 6-3, 6-1  |

### Palmares dubbelspel
| Nr.                          | Datum             | Toernooi        | Ondergrond    | Partner         | Tegenstanders in finale                  | Score             |         |
| ---------------------------- | ----------------- | --------------- | ------------- | --------------- | ---------------------------------------- | ----------------- | ------- |
| verloren finales herendubbel |                   |                 |               |                 |                                          |                   |         |
| 1.                           | 23 juni 2012      | ATP Eastbourne  | Gras          | Ken Skupski     | Colin Fleming Ross Hutchins              | 4-6, 3-6          | details |
| 2.                           | 29 juli 2012      | ATP Los Angeles | Hardcourt     | Ken Skupski     | Ruben Bemelmans Xavier Malisse           | 65-7, 6-4, [7-10] | details |
| Gewonnen challengers         |                   |                 |               |                 |                                          |                   |         |
| 1.                           | 12 augustus 2002  | Bronx           | Hardcourt     | Arvind Parmar   | Karol Beck Tomáš Zíb                     | 7-66, 6-1         |         |
| 2.                           | 31 oktober 2005   | Aken            | Tapijt (I)    | James Auckland  | Lars Burgsmüller Michael Kohlmann        | 2-6, 7-5, 6-3     |         |
| 3.                           | 31 oktober 2005   | Como            | Gravel        | Jamie Murray    | Victor Crivo Gabriel Moraru              | 6-2, 4-6, [10-7]  |         |
| 4.                           | 31 december 2007  | São Paulo       | Hardcourt     | Bruno Soares    | Brian Dabul Horacio Zeballos             | 6-1, 6-3          |         |
| 5.                           | 17 augustus 2009  | Trani           | Gravel        | Jamie Murray    | Simon Greul Alessandro Motti             | 3-6, 6-4, [12-10] |         |
| 6.                           | 21 september 2009 | Ljubljana       | Gravel        | Jamie Murray    | Stéphane Robert Simone Vagnozzi          | 6-3, 6-3          |         |
| 7.                           | 15 februari 2010  | Belgrado        | Tapijt (I)    | Ilia Bozoljac   | Dustin Brown Martin Slanar               | 6-3, 6-3          |         |
| 8.                           | 19 juli 2010      | Recanati        | Hardcourt     | Lovro Zovko     | Charles-Antoine Brézac Vincent Stouff    | 7-66, 6-1         |         |
| 9.                           | 24 juli 2011      | Heilbronn       | Hardcourt (I) | Jonathan Marray | Frank Moser David Škoch                  | 6-1, 6-4          |         |
| 10.                          | 7 maart 2011      | Sarajevo        | Hardcourt (I) | Jonathan Marray | Yves Allegro Andreas Beck                | 7-64, 6-2         |         |
| 11.                          | 21 maart 2011     | Bath            | Hardcourt (I) | Jonathan Marray | Yves Allegro Andreas Beck                | 6-3, 6-4          |         |
| 12.                          | 9 mei 2011        | Bordeaux        | Gravel        | Jonathan Marray | Julien Benneteau Nicolas Mahut           | 7-5, 6-3          |         |
| 13.                          | 7 november 2011   | Loughborough    | Hardcourt (I) | Jonathan Marray | Sam Barry Daniel Glancy                  | 6-2, 6-2          |         |
| 14.                          | 13 februari 2012  | Bergamo         | Hardcourt (I) | Ken Skupski     | Martin Fischer Philipp Oswald            | 7-5, 7-5          |         |
| 15.                          | 7 mei 2012        | Rome            | Gravel        | Ken Skupski     | Adrián Menéndez Maceiras Walter Trusendi | 6-1, 6-4          |         |
| 16.                          | 15 september 2013 | Istanboel       | Hardcourt     | Jordan Kerr     | James Cluskey Adrián Menéndez Maceiras   | 6-3, 6-2          |         |

## Resultaten grote toernooien
| Legenda | Legenda                          |
| ------- | -------------------------------- |
| g.t.    | geen toernooi gehouden           |
| l.c.    | lagere categorie                 |
| –       | niet deelgenomen                 |
| G       | uitgeschakeld in de groepsfase   |
| 1R      | uitgeschakeld in de eerste ronde |
| 2R      | uitgeschakeld in de tweede ronde |
| 3R      | uitgeschakeld in de derde ronde  |
| 4R      | uitgeschakeld in de vierde ronde |
| KF      | uitgeschakeld in de kwartfinale  |
| HF      | uitgeschakeld in de halve finale |
| F       | de finale verloren               |
| W       | het toernooi gewonnen            |
| w-v     | winst/verlies-balans             |

### Enkelspel
| Grandslamtoernooien   |               |               |               |               |               |               |               |               |               |        |
| Australian Open       | –             | –             | 1R            | –             | –             | –             | –             | –             | –             | 0-1    |
| Roland Garros         | –             | –             | –             | –             | –             | –             | –             | –             | –             | 0-0    |
| Wimbledon             | 1R            | 2R            | 1R            | 2R            | 1R            | 1R            | 1R            | 1R            | 2R            | 3-9    |
| US Open               | –             | –             | 1R            | –             | –             | –             | –             | –             | –             | 0-1    |
| Winst-verlies         | 0-1           | 1-1           | 0-3           | 1-1           | 0-1           | 0-1           | 0-1           | 0-1           | 1-1           | 3-11   |
| ATP World Tour Finals |               |               |               |               |               |               |               |               |               |        |
| ATP World Tour Finals | –             | –             | –             | –             | –             | –             | –             | –             | –             | 0-0    |
| ATP Masters 1000      |               |               |               |               |               |               |               |               |               |        |
| Indian Wells          | –             | –             | –             | –             | –             | –             | –             | –             | –             | 0-0    |
| Miami                 | –             | –             | –             | –             | –             | –             | –             | –             | –             | 0-0    |
| Monte Carlo           | –             | –             | –             | –             | –             | –             | –             | –             | –             | 0-0    |
| Rome                  | –             | –             | –             | –             | –             | –             | –             | –             | –             | 0-0    |
| Hamburg               | –             | –             | –             | –             | –             | –             | –             | –             | –             | 0-0    |
| Stuttgart             | –             | –             | –             | –             | geen toernooi | geen toernooi | geen toernooi | geen toernooi | geen toernooi | 5-5    |
| Madrid                | geen toernooi | geen toernooi | geen toernooi | geen toernooi | –             | –             | –             | –             | –             | 0-0    |
| Montréal/Toronto      | –             | –             | –             | 1R            | –             | –             | –             | –             | –             | 0-1    |
| Cincinnati            | –             | –             | –             | –             | –             | –             | –             | –             | –             | 0-0    |
| Parijs                | –             | –             | –             | –             | –             | –             | –             | –             | –             | 0-0    |
| Olympische Spelen     |               |               |               |               |               |               |               |               |               |        |
| Olympische Spelen     | geen toernooi | geen toernooi | –             | geen toernooi | geen toernooi | geen toernooi | 1R            | geen toernooi | geen toernooi | 0-0    |
| Statistieken          |               |               |               |               |               |               |               |               |               |        |
| Totaal aantal titels  | 0             | 0             | 0             | 0             | 0             | 0             | 0             | 0             | 0             | 0      |
| Totaal winst-verlies  | 0-3           | 1-2           | 4-9           | 3-8           | 0-4           | 0-2           | 1-2           | 1-3           | 1-2           | 11-35  |
| Eindejaarsranking     | 374           | 161           | 193           | 146           | 310           | 436           | 231           | 257           | 514           | n.v.t. |

### Mannendubbelspel
| Toernooi              | 1995 | 1996 | 1997          | 1998          | 2000 | 2001          | 2002          | 2003          | 2004 | 2005          | 2006          | 2007          | 2008 | 2009          | 2010          | 2011          | 2012 | 2013 | 2014 | w-v    |
| --------------------- | ---- | ---- | ------------- | ------------- | ---- | ------------- | ------------- | ------------- | ---- | ------------- | ------------- | ------------- | ---- | ------------- | ------------- | ------------- | ---- | ---- | ---- | ------ |
| Grandslamtoernooien   |      |      |               |               |      |               |               |               |      |               |               |               |      |               |               |               |      |      |      |        |
| Australian Open       | –    | –    | –             | –             | –    | –             | –             | –             | –    | –             | –             | –             | –    | –             | –             | –             | 1R   | 1R   | –    | 0-2    |
| Roland Garros         | –    | –    | –             | –             | –    | –             | –             | –             | –    | –             | –             | –             | –    | –             | 1R            | –             | –    | –    | –    | 0-1    |
| Wimbledon             | 1R   | 1R   | 1R            | 1R            | 1R   | 1R            | 1R            | 1R            | 1R   | 1R            | 3R            | 1R            | 1R   | 3R            | 2R            | 2R            | 2R   | 2R   | 2R   | 9-19   |
| US Open               | –    | –    | –             | –             | –    | –             | –             | –             | –    | –             | –             | –             | –    | –             | –             | 3R            | 3R   | –    | –    | 4-2    |
| Winst-verlies         | 0–1  | 0-1  | 0-1           | 0-1           | 0-1  | 0-1           | 0-1           | 0–1           | 0–1  | 0–1           | 2-1           | 0–1           | 0–1  | 2-1           | 1-2           | 3-2           | 3-3  | 1-2  | 1-1  | 13-22  |
| ATP World Tour Finals |      |      |               |               |      |               |               |               |      |               |               |               |      |               |               |               |      |      |      |        |
| ATP World Tour Finals | –    | –    | –             | –             | –    | –             | –             | –             | –    | –             | –             | –             | –    | –             | –             | –             | –    | –    | –    | 0-0    |
| Olympische Spelen     |      |      |               |               |      |               |               |               |      |               |               |               |      |               |               |               |      |      |      |        |
| Olympische Spelen     | g.t. | –    | geen toernooi | geen toernooi | –    | geen toernooi | geen toernooi | geen toernooi | –    | geen toernooi | geen toernooi | geen toernooi | –    | geen toernooi | geen toernooi | geen toernooi | –    | g.t  | g.t  | 0-0    |
| Statistieken          |      |      |               |               |      |               |               |               |      |               |               |               |      |               |               |               |      |      |      |        |
| Totaal aantal titels  | 0    | 0    | 0             | 0             | 0    | 0             | 0             | 0             | 0    | 0             | 0             | 0             | 0    | 0             | 0             | 0             | 0    | 0    | 0    | 0      |
| Eindejaarsranking     | 652  | 245  | 388           | 463           | 361  | 324           | 421           | 331           | 318  | 410           | 107           | 165           | 122  | 112           | 107           | 84            | 60   | 112  | 175  | n.v.t. |